# 노탐
노탐(NOTAM, Notice to Airmen, Notice to Air Missions)은 비행 경로를 따라 또는 비행에 영향을 미칠 수 있는 위치에서 항공 보안시설 등의 설치 및 변경, 잠재적인 위험의 존재 등을 알리기 위해 항공기 조종사 및 운항 관계자에게 국가에서 실시하는 고시이다.
'안전 운항을 위한 승무원용 운항 정보(항공 정보)'를 의미한다.

## 예시
히스로 공항의 일반적인 NOTAM은 다음과 같다:
```
A1234/06 NOTAMR A1212/06
Q)EGTT/QMXLC/IV/NBO/A/000/999/5129N00028W005
A)EGLL
B)0609050500
C)0704300500
E)DUE WIP TWY B SOUTH CLSD BTN 'F' AND 'R'. TWY 'R' CLSD BTN 'A' AND 'B' AND DIVERTED VIA NEW GREEN CL AND BLUE EDGE LGT. CTN ADZ

```

## 같이 보기
- 방공 식별 구역
- 영공
- 항공 교통 관제
- 항공로
- 비행 정보 구역